# Hypostomus faveolus
Hypostomus faveolus é uma espécie de peixe da família dos cascudos e da ordem dos siluriformes. Os machos podem alcançar 20,6 cm de comprimento. São encontrados na América do Sul, na região central do Brasil.